# خالد عسيري (لاعب كرة قدم مواليد 1992)
خالد عزي عسيري (مواليد 28 سبتمبر 1992) هو لاعب كرة قدم سعودي.
لعب سابقاً في نادي الإتحاد في الفئات السنية ولعب بعدها مع أندية الفيحاء وهجر و الفيصلي والوطني و النجمة والزلفي وعرعر و الجندل و بيشة و جدة و اللواء و قلوة والوشم.